# Épieds-en-Beauce
Épieds-en-Beauce é uma comuna francesa na região administrativa do Centro-Vale do Loire, no departamento Loiret. Estende-se por uma área de 39,54 km². Em 2010 a comuna tinha 1 462 habitantes (densidade: 37 hab./km²).